# Песчанский сельсовет (Курская область)
Песчанский сельсовет — сельское поселение в Беловском районе Курской области Российской Федерации.
Административный центр — село Песчаное.

## История
Статус и границы сельского поселения установлены Законом Курской области от 21 октября 2004 года № 48-ЗКО «О муниципальных образованиях Курской области»

## Население
| 2002 | 2010  | 2012 | 2013  | 2014 | 2015 | 2016 |
| ---- | ----- | ---- | ----- | ---- | ---- | ---- |
| 1168 | ↘1028 | ↘987 | ↗1005 | ↘987 | ↘968 | ↘951 |
| 2017 | 2018  | 2019 | 2020  | 2021 |      |      |
| ↘928 | ↘906  | ↘892 | ↘881  | ↗993 |      |      |

## Состав сельского поселения
| № | Населённый пункт | Тип населённого пункта       | Население |
| - | ---------------- | ---------------------------- | --------- |
| 1 | Песчаное         | село, административный центр | ↗993      |